# وزارة محمد نجيب الثالثة
وزارة الرئيس محمد نجيب الثالثة هي الوزارة الرابعة والسبعون في تاريخ مصر وتشكلت في 8 مارس 1954. صدر بتشكيل هذه الوزارة أمر من مجلس قيادة الثورة بناءا على الإعلان الدستوري الصادر في 10 فبراير 1953.:31:33

## أعضاء الحكومة
| الوزارة                              | الوزير             |
| ------------------------------------ | ------------------ |
| رئيس مجلس الوزراء                    | محمد نجيب          |
| نائب رئيس مجلس الوزراء               | جمال عبد الناصر    |
| الحربية                              | عبد اللطيف بغدادي  |
| الداخلية                             | زكريا محيي الدين   |
| الخارجية                             | محمود فوزي         |
| المالية والاقتصاد                    | عبد الجليل العمري  |
| المواصلات                            | جمال سالم          |
| الصحة العمومية                       | نور الدين طراف     |
| العدل وشئون رئاسة الجمهورية          | أحمد حسني          |
| الأوقاف                              | أحمد حسن الباقوري  |
| المعارف العمومية                     | عباس مصطفى عمار    |
| الشئون البلدية والقروية              | وليم سليم حنا      |
| الزراعة                              | عبد الرازق صدقي    |
| الإرشاد القومي والدولة لشئون السودان | صلاح سالم          |
| الأشغال العمومية                     | أحمد عبده الشرباصي |
| الشئون الاجتماعية                    | كمال الدين حسين    |
| التجارة والصناعة والتموين            | حسن أحمد بغدادي    |
| الدولة للشئون العامة                 | محمد حلمي بهجت     |
| الدولة للشئون المالية والاقتصادية    | علي الجريتلي       |
| الدولة                               | فتحي رضوان         |